# Лори Шумникова
Лори Шумникова (на английски: Lori Loud) е анимационна героиня и е една от главните персонажи в анимационния сериал „Къщата на Шумникови“ по Nickelodeon, създадена от Крис Севино, която е кръстена след петте му сестри. Тя е първородното и най-голямото дете на семейство Шумникови и е една от най-големите сестри на Линкълн. Тя има връзка с Боби Сантяго, по-големият брат на Рони Ан, която е също приятелка на малкия й брат. В оригинала героинята е озвучена от Катрин Табър в анимационната версия, изиграна е от Лекси ДиБенедито в „Коледа с Шумникови“ и „Истинските Шумникови“, а в българския дублаж е озвучена от Венцислава Асенова в анимационната версия, Надежда Панайотова в „Коледа с Шумникови“, Августина-Калина Петкова в „Истинските Шумникови“ и Далия Георгиева в „Шпионинът може да почака – Къщата на Шумникови: Филмът“.